# Дунай Иванович

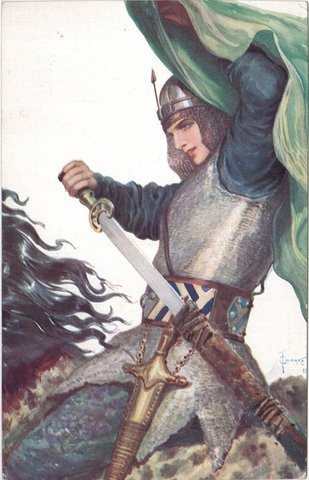
Русская богатырша Настасья Королевична (илл. С. С. Соломко)

Дунай Иванович (Дунай-богатырь) — один из популярнейших богатырских образов в русских былинах. В отличие от трёх главных героев эпоса (Ильи Муромца, Добрыни Никитича и Алёши Поповича), Дунай Иванович — персонаж трагический. Жена Дуная Ивановича Настасья Королевишна «слыветъ поляни́цею преудалою».

## Былинные сюжеты, главным героем которых является Дунай Иванович
По данным С. А. Азбелева, насчитывающего 53 сюжета героических былин, Дунай Иванович является главным героем трёх из них (№ 22-24 по составленному Азбелевым указателю).
22. Дунай Иванович и королевна

23. Поединок Дуная Ивановича с Добрыней Никитичем

24. Дунай Иванович — сват (Дунай и Добрыня добывают невесту для князя Владимира)
Последний сюжет относится к самым популярным в былинном эпосе: Азбелев выделяет десять его разновидностей (24А-24К); число отдельных вариантов, записанных от разных сказителей, исчисляется десятками.

## Судьба Дуная Ивановича в былинах
Дунай и Добрыня отправляются в Литву, чтобы сосватать королевскую дочь Апраксу за князя Владимира. Выбор Дуная в качестве свата обычно мотивируется тем, что этот богатырь в прошлом служил Литовскому королю Лотосу. Дунай сперва является к прежнему своему господину один. Он разгневанный чем-то заключает его в погреба глубокие, но тут приходит на помощь остававшийся при конях Добрыня, который побивает литовскую дружину. Король отпускает Апраксу с богатырями в Киев.
Другой сюжет обычно служит продолжением: оказывается, у литовского короля есть и вторая дочь, сестра Апраксы Настасья, с которой у Дуная в прошлом была тайная любовь. Когда Дунай попал из-за этой связи в беду, Настасья выкупила его у палачей и отпустила в Киев. Когда русские богатыри приехали за Апраксой, Настасья была уязвлена невниманием к ней Дуная. На обратном пути богатыри обнаруживают чей-то богатырский след. Дунай отправляется на розыски и встречает богатыря, с которым вступает в бой. Победив его, он вынимает нож для окончательного удара и узнаёт в противнике Настасью. Она напоминает ему о прошлом, и Дунай вновь поддаётся страсти, зовёт Настасью в Киев, чтобы пожениться.
В Киеве — двойная свадьба: Владимира с Апраксой и Дуная с Настасьей. На пиру Дунай хвастает своей храбростью, а Настасья — меткостью в стрельбе из лука. Дунай воспринимает это как вызов, устраивается проверка, и Настасья трижды простреливает серебряное кольцо, лежащее на голове у Дуная. Дунай не в силах признать превосходство жены и приказывает ей повторить опасное испытание в обратном варианте: кольцо теперь на голове у Настасьи, а стреляет Дунай. Стрела Дуная попадает в Настасью. Она умирает, а Дунай узнаёт, «распластавши ей чрево», что она была беременна чудесным младенцем: «по коленца ножки в серебре, по локоточки рученьки в золоте, на головушке по косицам звёзды частые»! Дунай бросается на свою саблю и умирает рядом с женой, из его крови и берёт своё начало Дунай-река.

## Интересные факты
- Некалендарное имя «Дунай», вероятно, долгое время употреблялось на Руси. В Галицко-волынской летописи под 1281, 1282 и 1287 гг. есть упоминания о воеводе князя Владимира Васильковича Дунае[3]. Под 1606 г. упоминается крестьянин Дунай Самсонов (Арзамас)[4].
- Художник Константин Васильев многократно обращался к сюжету «Рождение Дуная».
- Широко распространенное употребление в песнях и былинах термина Дунай вполне объясняется выявляемым современной археологией широким расселением в Восточной Европе в VIII—X веках разрозненных групп дунайских славян (см. Великая Моравия), принёсших в восточнославянскую среду яркий образ и культ Дуная, представления о Дунае как земле изобилия, земле предков, пограничной реке[5]. Образ реки Дунай вошёл в мифологию и обряды в жизни восточных славян. Дунай часто появляется в песнях и свадебных оплакиваниях. В. Ягич считал, что фольклор о Дунае по своему происхождению связан с настоящей рекой Дунай. Одновременно с этим в восточнославянские языки вошли новые лексемы. Так восточнославянский термин «князь», заменивший предыдущий термин «каган», согласуется с лингвистическими исследованиями А. С. Львова[6] о первоначальном заимствовании из диалекта моравско-паннонских славян[7].